# Гнатостомулиды
Гнатостомули́ды (лат. Gnathostomulida) — тип морских беспозвоночных из клады Gnathifera. Обладают микроскопическими размерами (0,5—1 мм, некоторые до 4 мм в длину). Гнатостомулиды живут в заиленном песчаном грунте морских мелководий (обычно до 25 метров, реже до 400 м). Способны переносить дефицит кислорода, а также сероводородное и органическое загрязнение. Описано порядка 100 современных видов. В России — 1 вид. Ископаемые остатки гнатостомулид не описаны.

## Строение и физиология
Тонкие, нитевидные черви с прозрачным телом длиной до 4 мм. Передняя часть тела — голова, или рострум — отделена более узким шейным отделом. Как и у ресничных червей, клетки покровов несут реснички, согласованное биение которых обеспечивает локомоцию. Эпителий у гнатостомулид моноцилиарный — каждая клетка покровов несет одну ресничку. Кроме того, некоторую подвижность обеспечивает мускулатура, позволяющая гнатостомулидам изгибаться и сокращаться. Полость тела отсутствует, нет кровеносной и дыхательной систем. Нервная система залегает прямо под покровным эпителием. Непарный фронтальный ганглий соединен окологлоточными коннективами с непарным глоточным ганглием; от коннективов отходит одна или две-три пары продольных нервных стволов. Органы чувств представлены видоизмененными неподвижными ресничками, расположенными в передней части тела, пучками ресничек (цирры) и особыми колбовидными клетками с полостью, внутри которой находится спирально закрученная ресничка.
Рот расположен сразу за рострумом на брюшной стороне тела. В глотке залегает пара снабжённых мускулатурой челюстей с крошечными зубчиками. На заднем краю рта расположена пластина с гребневидными выростами, с помощью которой черви соскребают плёнку микрообрастаний с поверхности песчинок. Кишка из однослойного эпителия тянется до заднего конца тела. Постоянного анального отверстия нет, но предполагается образование временного ануса.
Выделительная системы — парные трёхклеточные протонефридии. Они состоят из одной терминальной клетки с единственной ресничкой, одной канальной клетки и клетки эпидермиса, в которую вдаётся канальная клетка.

### Половая система и размножение
Все представители — гермафродиты. Каждая особь имеет один яичник и один или пару семенников. Сперматозоиды у Filospermoidea нитевидные, с одним задним жгутиком; у Bursovaginoidea спермии безжгутиковые, у одних видов мелкие (3—4 мкм) округлые, у других — крупные (60—70 мкм) конусовидные. Оплодотворение внутреннее, у некоторых видов есть копулятивные органы. После оплодотворения единственное яйцо выходит наружу, прорывая стенку тела родителя, прикрепляется к ближайшей песчинке. Родительская особь быстро заживляет образовавшуюся рану. Развитие прямое: из яйца выходит миниатюрная гнатостомулида, сходная по строению со взрослыми особями.

## Таксономия и филогения
Хотя первое описание сделал ещё в 1928 году немецкий зоолог Адольф Ремане, в собственный таксон (в качестве отряда ресничных червей) их выделил уже после Второй мировой войны в 1956 году другой немецкий исследователь Петер Акс. Впоследствии ряд признаков, в частности, одножгутиковые клетки эпидермиса, заставил Акса усомниться в принадлежности гнатостомулид к ресничным червям, а в 1969 австрийский исследователь Руперт Ридл предложил рассматривать их в ранге типа, подчёркивая неясность родственных связей данной группы. В настоящее время гнатостомулид в связи с особенностями челюстного аппарата сближают с коловратками, скребнями и Micrognathozoa, рассматривая в группе Gnathifera.